# Chorisodontium macropus
Chorisodontium macropus là một loài Rêu trong họ Dicranaceae. Loài này được (Kunze ex Müll. Hal.) Broth. mô tả khoa học đầu tiên năm 1924.